# Pseudocoremia bistonaria
Pseudocoremia bistonaria là một loài bướm đêm trong họ Geometridae.